# Mieczysław Korycki
Mieczysław Korycki (* 1. März 1961) ist ein ehemaliger polnischer Radrennfahrer.

## Sportliche Laufbahn
Korycki war im Straßenradsport und im Querfeldeinrennen (heutige Bezeichnung Cyclocross) aktiv. 1979 gewann er die nationale Meisterschaft im Querfeldeinrennen der Junioren. Bereits ein Jahr später startete er mit der Nationalmannschaft im Etappenrennen Grand Prix Guillaume Tell in der Schweiz. Dort gewann er 1981 den Prolog und wurde 8. der Gesamtwertung. In der Österreich-Rundfahrt 1981 wurde er Gesamtzweiter hinter Gerhard Zadrobilek, 1982 wurde er 6., 1984 20., 1985 18. 1983 siegte er in der Steiermark-Rundfahrt. 
Zweimal war Korycki am Start der Internationalen Friedensfahrt. 1983 wurde er 16., 1984 18. 1985 und 1987 konnte er Etappen in der Polen-Rundfahrt für sich entscheiden. 1981 und 1986 gewann er Silbermedaillen bei den polnischen Bergmeisterschaften. 1981 wurde er Zweiter in der Tour of Malopolska. Bei den Straßenradsport-Weltmeisterschaften 1981 wurde Korycki 75., 1983 beendete er das Rennen nicht.